# Факультет журналістики Київського університету імені Тараса Шевченка
Факультет журналістики Київського національного університету імені Тараса Шевченка — структурний підрозділ КНУ імені Тараса Шевченка, який готує фахівців у галузі журналістики, соціальних комунікацій, медіа, реклами та зв’язків з громадськістю.

## Історія
Факультет був створений у 1947 році як окреме відділення філологічного факультету. У 1953 році став самостійним факультетом журналістики — першим в Україні. У 1993 році отримав статус інституту, а з 2021 року — повна назва: Навчально-науковий інститут журналістики КНУ.

## Структура
Інститут включає 8 кафедр:
- Кафедра друкованих медіа та історії журналістики
- Кафедра мови та стилістики медіа
- Кафедра реклами та зв’язків з громадськістю
- Кафедра соціальних комунікацій
- Кафедра аудіовізуальних мистецтв та виробництва
- Кафедра редакційно-видавничих технологій і продюсування
- Кафедра онлайн-медіа
- Кафедра кіно- і телемистецтва

Працює понад 100 викладачів, серед них — понад 20 докторів наук та понад 60 кандидатів наук. Загалом на факультеті навчається понад 1500 студентів денної та заочної форми.

## Освітні програми
Факультет забезпечує підготовку:
- бакалаврів за спеціальностями:
  - журналістика
  - аудіовізуальне мистецтво та медіавиробництво
- магістрів за спеціальностями:
  - бренд-комунікації
  - імпакт-журналістика
  - медіакомунікації
  - стратегічні комунікації
  - тревел-журналістика
  - цифрові медіа
  - PR та реклама
- докторів філософії (PhD) та докторів наук у галузі соціальних комунікацій.

## Наукова діяльність
Інститут має аспірантуру та докторантуру. Діє спеціалізована вчена рада із захисту дисертацій. У 2000 році була заснована наукова школа «Теорія та історія соціальних комунікацій» (засновник — професор В. В. Різун).

## Міжнародна діяльність
Факультет співпрацює з провідними університетами Європи, бере участь у міжнародних програмах обміну, конференціях і спільних дослідженнях.

## Відомі випускники
Серед відомих випускників факультету:
- Ткаченко Олександр Владиславович — журналіст, екс-міністр культури України
- Герасим’юк Ольга Володимирівна — журналістка, телеведуча, медіаекспертка
- Княжицький Микола Леонідович — народний депутат, медіа-менеджер
- Кокотюха Андрій Анатолійович — письменник, журналіст
- Панюта Олег — телеведучий
- Шевченко Віталій Вікторович (журналіст) — медіааналітик

## Адреса
м. Київ, вул. Юрія Іллєнка, 36/1 (колишня вул. Мельникова).